# الجامعة المصرية الروسية
الجامعة المصرية الروسية أو ERU هي إحدى الجامعات الخاصة في مصر، صدر قرار رئيس الجمهورية رقم 256 لسنة 2006 بانشائها، وكان القرار بانشاء كليتي الهندسة والصيدلة، ثم عدل القرار عام 2013 بالقرار رقم 115 بإضافة كليتي «طب الفم والأسنان– التمريض» إلى الجامعة، وتم بالفعل افتتاح كلية طب الفم والاسنان عام 2014 وتم افتتاح كلية الإدارة والتكنولوجيا المهنية والحاسبات أيضا، وجاري استكمال باقي كليات الجامعة.
مؤسس الجامعة هو المغفور له السيد ا.د/شريف حلمي ويترأس الجامعة الآن السيد أ.د/ شريف فخري عبد النبي.

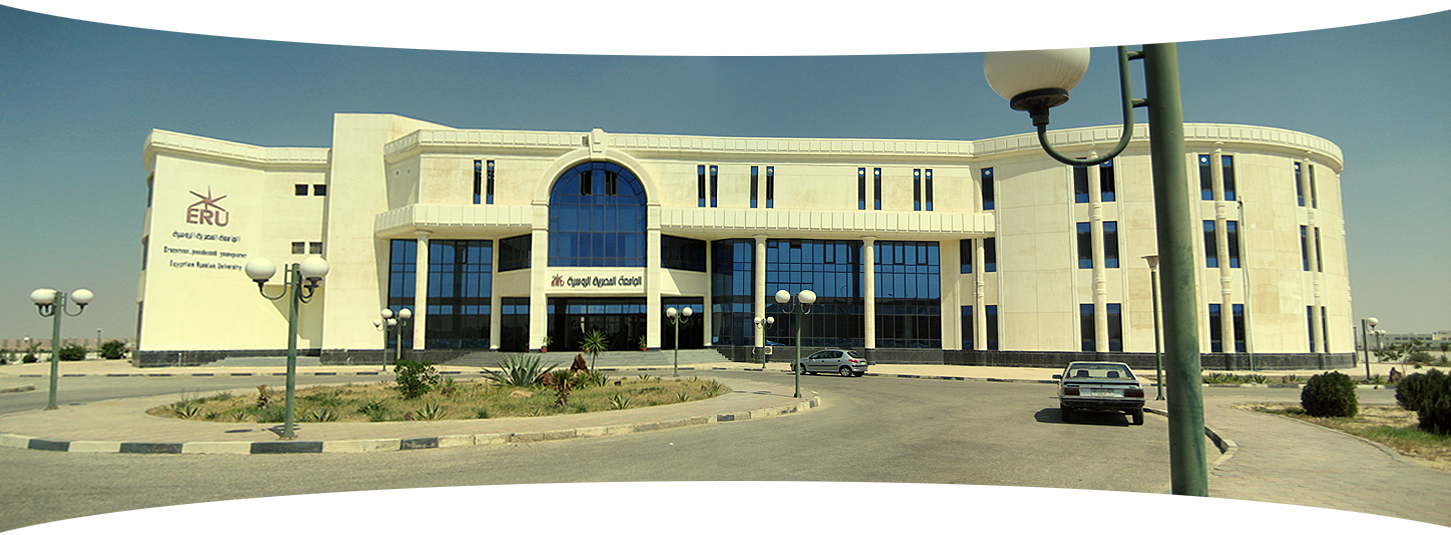

## مقر الجامعة
تقع الجامعة المصرية الروسية بمدينة بدر الكيلو 42 طريق القاهرة السويس الصحراوى

## كليات الجامعة
- كلية الهندسة
- كلية الصيدلة
- كلية طب الفم والاسنان
- كلية الإدارة والتكنولوجيا المهنية والحاسبات
- كلية ذكاء اصطناعي
- كلية فنون جميلة
- كلية الفنون التطبيقية
- كلية الالسن

## نبذة عن كليات الجامعة
كلية الهندسة مدة الدراسة بها 5
سنوات وبها العديد من الاقسام الهندسية وتحتوى على تخصصات نادرة مثل الهندسة النووية وتعد هي كلية الهندسة الوحيدة، إلى جانب جامعة الإسكندرية، التي تقوم بادخال قسم للهندسة النووية ضمن اقسامها وأيضا من ضمن اقسامها والقسم الأكثر شيوعاً وإقبالاً بالجامعة هو قسم التشييد.
وأيضا تتوفر اقسام:
الهندسة المعمارية
هندسة الاتصالات
هندسة الميكاترونيات والروبوتات
وعميدها: أ.د/ علاء البطش
كلية الصيدلة والتصنيع الدوائى ومدة الدراسة بها 5 سنوات ويرأسها منذ افتتاحها عام 2006 حتي الآن (2015) عميد كلية الصيدلة بجامعة الازهر سابقا (ا.د/ محمدإيهاب فتوح).
«كلية طب الفم والأسنان» ومدة الدراسة بها 5 سنوات وعميدها: أ.د/ خالد توفيق.
«كلية الإدارة والتكنولوجيا المهنية والحاسبات» ومدة الدراسة بها 5 سنوات وعميدها: د/ الطاهرة السيد حميه
وتوجد توسعات في الجامعة لإنشاء كليات جديدة.
وتوفر الجامعة فرصة التبادل الطلابى بينها وبين جامعات روسيا.
نظام الدراسة بالساعات المعتمدة. الدراسة باللغة الإنجليزية.
توفر أتوبيسات خاصة بالجامعة لنقل الطلاب
توفر سكن للطالبات
انتخابات اتحاد طلاب وأنشطة طلابية

## وصلات خارجية
- الموقع الالكترونى للجامعة المصرية الروسية